# 경계현
경계현(Kyung Kye-hyun)은 대한민국의 전자공학자이자 반도체 기술 전문가로, 현재 삼성종합기술원 원장 및 미래사업기획단장을 맡고 있다. 서울대학교 제어계측공학과에서 학사, 석사, 박사 학위를 취득하였으며, 1994년 삼성전자 메모리사업부에 입사하여 DDR2, DDR3 DRAM과 3D V-NAND 등의 개발을 주도하였다. 이후 삼성전기 대표이사 사장을 거쳐, 2021년부터 2024년까지 삼성전자 DS부문 대표이사 사장을 역임하며 반도체 부문의 리더십을 담당하였다. 2024년에는 반도체 산업의 위기 속에서 세대교체를 위해 대표직에서 물러나, 삼성의 미래 전략과 기술 연구를 총괄하는 역할로 전환하였다.

## 생애
경계현은 1963년 3월 5일 강원도 춘천에서 출생하였으며, 강원고등학교를 졸업한 뒤 서울대학교 제어계측공학과에서 학사, 석사, 박사 학위를 차례로 취득하였다. 1988년 삼성전자에 입사하여 반도체 연구개발 부문에서 경력을 시작하였고, 이후 약 30여 년간 D램과 낸드플래시 등 메모리반도체의 개발 및 설계를 담당하였다. 특히 2000년대 이후 DDR2 및 DDR3 DRAM, 3차원 구조의 V낸드 플래시 기술 개발에 참여하며 기술적 성과를 축적하였고, 2015년 플래시개발실장, 2019년 솔루션개발실장 등을 거치며 메모리사업부 내 주요 직책을 맡았다. 2020년에는 삼성전기 대표이사 사장으로 이동하여 고부가 MLCC 및 카메라 모듈 판매 확대로 기업 실적을 개선하였으며, 2021년 말 삼성전자 DS부문장 겸 대표이사 사장으로 선임되었다. 재임 중 반복 업무 감축, 수평적 소통 구조, 교육체계 개선 등 내부 경영 개혁을 시도하였고, 파운드리, 시스템LSI, HBM, AGI 전용 칩 개발 등 전략 기술 분야에 역량을 집중하였다. 그러나 2023년 반도체 업황 하락으로 DS부문이 대규모 적자를 기록하고, 경쟁사 대비 HBM 등 신제품의 시장 대응력이 약화되었으며, 노조와의 임금 교섭 결렬로 인한 쟁의 상황이 심화되면서 2024년 5월 사임하였다. 퇴직과 함께 그는 미래사업기획단장 및 삼성종합기술원 원장으로 보직이 변경되었으며, 2023년 기준 퇴직금 포함 약 80억 원의 보수를 수령하여 삼성전자 연봉 1위에 올랐다. 학위 논문으로는 '시각장치를 사용한 직물 결함 인식에 관한 연구'(석사)와 '다층신경회로망 기반 퍼지논리제어기를 사용한 로봇운동제어'(박사)가 있으며, 2011년 IR52 장영실상, 2012년 녹색기술대상 국무총리상, 2023년 금탑산업훈장 등을 수상하였다. 2020년 이후에는 기술 분야 외에도 ESG 전략, 탄소중립, 첨단 패키징 및 GAA 기반 미세공정 기술 확보, 글로벌 협력 및 산학 연계 등을 통해 반도체 생태계 전반의 경쟁력 강화를 시도한 바 있다.